# Первый информационный отчёт
Первый информационный отчёт (ПИО, англ. FIR, First information report) представляет собой письменный документ, подготовленный полицейскими организациями в таких странах, как Индия, Бангладеш, Пакистан и других, когда они получают информацию о совершении правонарушения, признаваемого преступлением, или в Сингапуре, когда полиция получает информацию о любом уголовном преступлении. Как правило, это жалоба, поданная в полицию жертвой преступления или кем-либо от его или ее имени, но любой может сделать такой доклад в полицию либо устно, либо письменно. После регистрации ПИО полиция начинает следственные действия.
Для деяний вне компетенции полиции создается и регистрируется реестр общественных услуг.
ПИО является важным документом, потому что он приводит в движение процесс уголовного правосудия. Только после регистрации ПИО в полицейском участке полиция приступает к расследованию дела. Любой, кто знает о совершении преступления, включая сотрудников полиции, может подать ПИО. 
Как описано в законе: 
- Когда информация о совершении уголовного преступления предоставляется в устной форме, полиция должна записать ее.
- Лицо, предоставляющее информацию или подающее жалобу, имеет право требовать, чтобы информация, зарегистрированная полицией, была ему или ей прочитана.
- Как только информация была зарегистрирована полицией, она должна быть подписана лицом, предоставляющим информацию.
- Лицо, подающее жалобу, может получить бесплатную копию ПИО

ПИО включает дату, время, место, детали, описание происшествия (деяния).